# Вольфсберг (округ)
Вольфсберг (нем. Bezirk Wolfsberg) - политический округ в Австрии. Центр округа - город Вольфсберг. Округ входит в федеральную землю Каринтия. Занимает площадь 973,79 кв. км. Плотность населения 58 человек/кв.км. Код округа — 209.

## Административные единицы

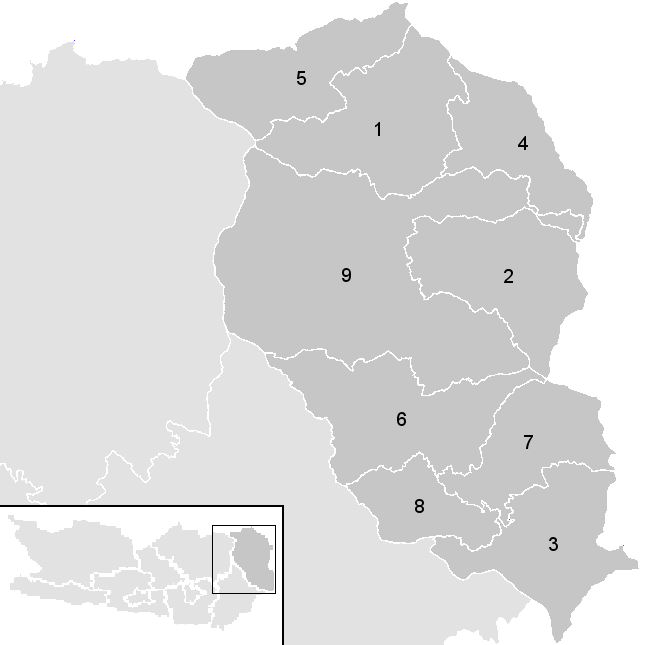
209 — Общины политического округа Вольфсберг

### Политические общины
Городские общины
1. Бад-Санкт-Леонхард-им-Лафантталь (4 816)
2. Вольфсберг (25 369)
3. Санкт-Андре (10 719)

Ярмарочные общины
1. Лафамюнд (3 548)
2. Райхенфельс (2 083)
3. Санкт-Пауль-им-Лафантталь (3 680)
4. Франчах-Санкт-Гертрауд (3 148)

Сельские общины
1. Прайтенегг (1 129)
2. Санкт-Георген-им-Лафантталь (2 187)

### Кадастровые общины
1. Айтвег
2. Клиппицтёрль